# Frederik Borgbjerg
Frederik Hedegaard Jeppesen Borgbjerg, døbt Frederik Jeppesen (10. april 1866 i Boeslunde, Skælskør – 15. januar 1936 i København) var en dansk socialdemokratisk politiker, socialminister, undervisningsminister og redaktør på Social-Demokraten.

## Liv og karriere
Borgbjerg var søn af dyrlæge Jens Jeppesen og hustru Hermine Dorthea, født Hedegaard. Faderen var en ivrig fortaler for andelsbevægelsen og småbøndernes rettigheder.
I 1873 kom Borgbjerg i huset hos en velhavende onkel i København, begyndte i Schneekloths Skole, hvorfra han tog studentereksamen i 1884. Året efter startede han på Københavns Universitet, på filosofikum og senere teologi. Han var grundtvigsk præget, blev søndagsskolelærer og prædikede også nogle gange på Falster. Foruden teologien studerede han en overgang filosofi og historie, han studerede blandt andet Darwins udviklingslære senere begynder han også at studere økonomi, blev herefter marxist og socialdemokrat. I 1890 blev han medarbejder ved Social-Demokraten. I 1911 efterfulgte han Emil Wiinblad som redaktør på Social-Demokraten og var redaktør 1911-1924 og 1926-1929.
Borgbjerg var socialminister 1924-1926 og undervisningsminister 1929-1935. Medlem af Folketinget 1898-1936 og af Københavns Borgerrepræsentation fra 1898-1904 og 1905-1913
Borgbjerg var en af socialdemokratiets mest fremtrædende politikere fra slutningen af det 19. århundrede til sin død i 1936. Han var en af partiets største arbejdskræfter og ordfører i mange vigtige politiske spørgsmål gennem hele hans folketingsliv. Han spillede bl.a. en hovedrolle i at mobilisere folk til modstand under det politiske opgør med Kong Christian 10. under påskekrisen i 1920. Hans oratoriske evner var legendariske; af mange i sin samtid blev han betragtet som den største politiske taler.
1901-1904 udgav Borgbjerg sammen med C.E. Jensen Socialdemokratiets århundrede.
Borgbjerg døde den 15. januar 1936 under en operation af hjertelammelse.